# Cantó d'Orlhac-2
El cantó d'Orlhac-2 és un cantó francès del departament de Cantal, situat al districte d'Orlhac. Té 3 municipis i part del municipi d'Orlhac.

## Municipis
- Orlhac
- Saint-Paul-des-Landes
- Sansac-de-Marmiesse
- Ytrac

## Història
| Data d'elecció                           | Identitat      | Partit | Qualitat |
| ---------------------------------------- | -------------- | ------ | -------- |
| 1973-1982                                | M. Geindre     | PS     |          |
| 1982-2008                                | Yves Debord    | PS     |          |
| 2008-                                    | Florence Marty | PS     |          |
| les dades anteriors no són pas conegudes |                |        |          |
|                                          |                |        |          |

## Demografia
| 1962 | 1968 | 1975 | 1982 | 1990 | 1999   | 2007   |
| ---- | ---- | ---- | ---- | ---- | ------ | ------ |
| -    | -    | -    | -    | -    | 10.379 | 10.802 |